# Design 1015 (US Shipping Board)

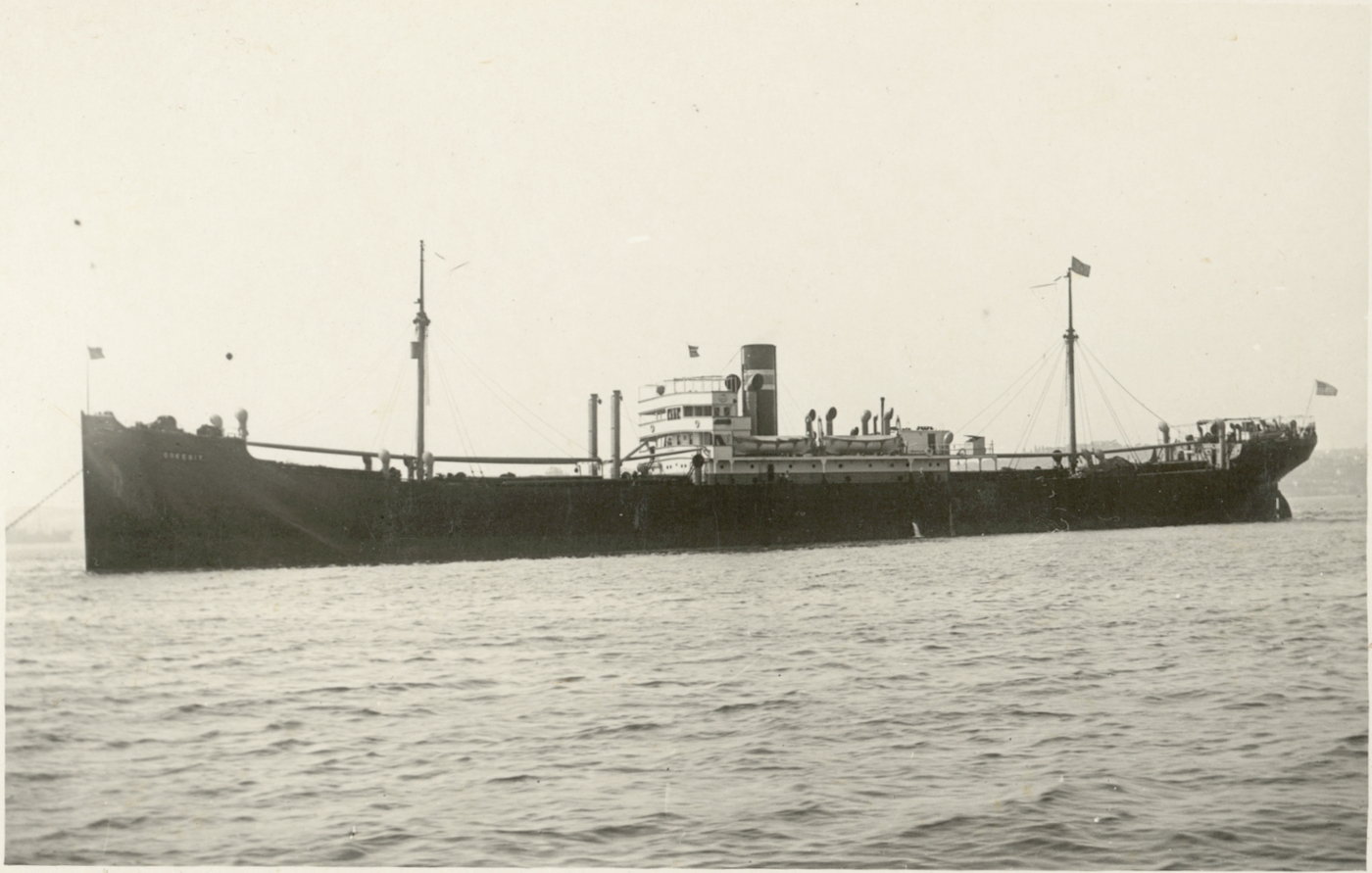
Le SS Cokesit futur Adelfoi Chandris construit en 1919 par Guy M. Standifer, saisi par la France Vichyste en 1940 puis attribué à l'Italie et coulé en 1943 par un bombardement du port de Naples.

Le navire Design 1015 (nom complet Emergency Fleet Corporation Design 1015) est un type de cargo à coque en acier appartenant à l’un des types standardisés approuvés pour la production en série par l’Emergency Fleet Corporation (EFC) de l’United States Shipping Board durant la Première Guerre mondiale. Ce modèle est également nommé type « Moore & Scott ». Un total de 89 exemplaires (toutes versions confondues) ont été construits dont 6 annulés après l'armistice de 1918.
Comme beaucoup des modèles originels sanctionnés par l'EFC, le Design 1013 n'est pas un plan issu de l’office lui-même mais est basé sur un modèle de cargo préexistant, dans ce cas précis il s’agit d’un modèle développé par les chantiers navals Moore Shipbuilding and Drydock Company (en), implantés à Oakland, dans l’état de Californie.

## Caractéristiques

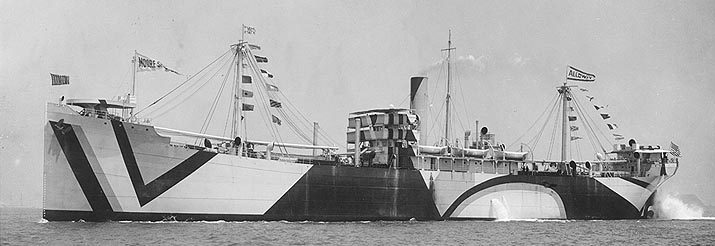
Le Alloway en 1918 portant le camouflage Dazzle durant sa première sortie dans la baie de San Francisco. Revendu en 1929 à la C. P. Box Corporation pour un unique voyage vers le Japon où il doit être démoli mais part à la dérive et s'échoue.

Ces navires marchands de 9 600 t de port en lourd sont reconnaissables à leur superstructure dont le château central n'est pas surélevé, contrairement à la plupart des cargos construits par l'USSB. Seuls six d'entre-eux construits par Standifer (Arcturus, Aquarius, Argus, Antinous et Apus) reçoivent un pont intermédiaire au-dessus duquel la superstructure est placée, protégeant ainsi les coursives de la houle tandis que la cinquième soute et son mât double sont entre la passerelle et le reste de la superstructure, comme sur le Design 1013 mais cette version modifiée du Design 1015 n'a pas de coursives extérieures en arrière de la cheminée,. Un total de quatre soutes avec entrepont sont disposées dans la coque avec la machinerie placée au centre ; deux mâts dotés de bras de chargement sont complétés par un mât double, moins haut, directement en avant de la passerelle, qui déchargent une soute plus petite sous la superstructure, qui peut servir de réserve de charbon supplémentaire. Ceux en version frigorifique disposent d'appareillages de réfrigération à la place d'une des soutes à charbon de l'entrepont. Les cabines des officiers et ingénieurs sont positionnés dans la superstructure centrale tandis que les marins et les hommes chargés de la chauffe sont logés dans deux dortoirs dans la poupe avec deux réfectoires séparés.

## Production

Lancement du Gunston Hall à Alexandria, Virginie.

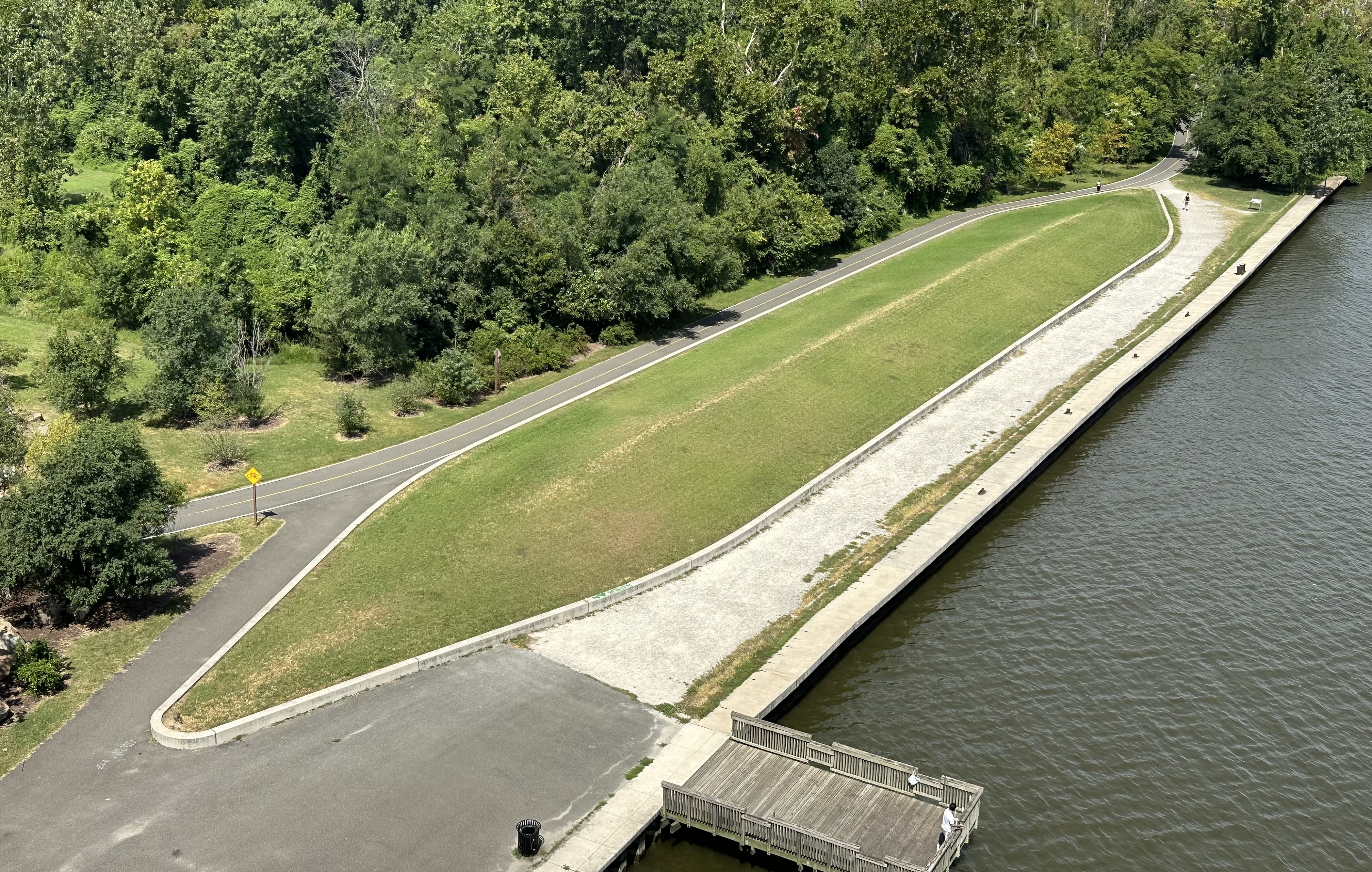
Après la fermeture des chantiers navals, une pelouse commémorative représentant le Gunston Hall a été créée le long de l'ancien quai où les navires étaient armés pour leur premier voyage.

Ils ont été principalement construits dans les chantiers navals de la côte ouest :
- Groton Iron Works, de Groton, Connecticut : 6 navires dont 3 annulés ;
- Moore Shipbuilding and Drydock Company, Oakland, Californie : 26 navires dont 8 convertis en navires frigorifiques ;
- Pacific Coast Shipbuilding Company, Bay Point, Californie : 10 navires ;
- Seattle North Pacific Shipbuilding Company, Seattle, Washington: 10 navires ;
- G.M. Standifer Construction Company, Vancouver, Washington : 15 navires ;
- Union Construction Company, Oakland, Californie : 10 navires ;
- Virginia Shipbuilding Company, Alexandria, Virginie : sur un total de 12 navires commandés, 9 complétés, 2 annulés et 1 partiellement terminé.

## Carrière
Une partie des navires du Design 1015 n'entrent en service qu'après l'Armistice. Ils serviront de navires marchands dans les années 1920 tandis que certains sont mis au mouillage.
Une quarantaine de navires de la série ne trouvent pas preneur après la guerre et sont envoyés à la démolition entre 1929 et 1938 parmi lesquels tous ceux construits par Seattle North Pacific et Union ; deux de ces derniers seront achetés par Hammond Lumber avec comme vocation un aller simple vers le Japon où une fois leur cargaison de bois déchargée, ils sont vendus à un ferrailleur. Durant la Grande dépression, l'Union Shipbuilding de Baltimore, voisine des usines Bethlehem Steel, démantèle un grand nombre de navires de l'USSB d'origine diverse, un nombre bien supérieur à leur production de navires.
D'autres seront conservés par l'US Shipping Board, certains naviguent pour le compte d'autres sociétés mais les autres restent au mouillage durant les années 1930 et sont réactivés lorsque débute la Seconde Guerre mondiale. La marine marchande britannique en acquiert 13 qui deviennent des Empire ships avec des noms d'animaux et l'Union Soviétique acquiert le Klamath renommé Lounatcharski et l'Aquarius renommé Timiriazev ; les deux sont ferraillés vers 1960 ; un troisième navire renommé Poltava n'est pas transféré ou retourne sous le pavillon américain et est ferraillé en 1946. Nombreux sont les navires de ce modèle, toute nationalité confondue, à faire naufrage durant la guerre, le plus souvent du fait des sous-marins.